# 阉党
閹黨，是明朝天啟年間，依附司禮監秉筆太監魏忠賢的政治團體，又稱魏黨。大部份是齊楚浙黨成員。閹黨的主要對手是東林黨。

## 簡介
魏忠賢本是一名宦官，與天啟帝的乳母客氏對食，因而透過客氏的進言，獲得皇帝寵信，深掌大權，卻遭到東林黨領袖趙南星排斥。天啟四年（1624年），魏忠賢遭楊漣上疏彈劾，指責魏忠賢二十四大罪，但皇帝庇護之下，魏逃過一劫，於是開始大肆迫害東林黨人，所謂東林六君子、東林七君子盡皆慘死。
當時朝中官員分為許多派系，勢力最大的東林黨之外，尚有齊黨（山東籍官吏）、楚黨（湖廣籍官吏）、浙黨（浙江籍官吏）等。諸黨之中失意的士大夫，為了與東林黨抗衡，逐漸向魏忠賢靠攏，因為魏忠賢為閹人，故這批人被稱為閹黨。
崇禎帝即位後魏忠賢失勢，被迫自縊，崇禎並以「逆案」掃除閹黨，明定黨人永不錄用，但閹黨勢力並未完全消除。南明弘光朝時，首輔馬士英為了與東林黨爭權，大量任用名列逆案的官員，被視為閹黨再起。東林與閹黨之爭是南明滅亡的原因之一，甚至延續到清朝的南北黨爭。

## 成员
- 魏忠賢——司礼监秉笔太监
- 客氏——天启帝乳母
- 崔呈秀——兵部尚书
- 魏良卿——宁国公
- 侯国兴——锦衣卫都指挥使
- 刘志选——提督操江右佥都御史
- 梁梦环——太仆寺卿署御史
- 倪文焕——太仆寺卿署御史
- 刘诏——总督蓟辽兵部尚书兼右副都御使
- 孙如冽——太仆寺少卿
- 曹钦程——太仆寺少卿
- 许志吉——大理寺
- 田吉——兵部尚书
- 薛贞——刑部尚书
- 吴淳夫——工部尚书
- 李夔龙——右都副御史
- 李承祚——丰城侯
- 田尔耕——锦衣卫左都督
- 许显纯——锦衣卫左都督
- 崔应元——锦衣卫都督同知
- 张体乾——锦衣卫都督同知
- 孙云鹤——锦衣卫右都督
- 杨寰——锦衣卫右都督
- 魏广微——大学士
- 徐大化——工部尚书
- 周应秋——吏部尚书
- 霍维华——兵部尚书
- 张讷——御史
- 阎鸣泰——总督尚书
- 李鲁生——太仆寺少卿
- 杨维垣——右副都御使署御史
- 潘汝楨——南京兵部右侍郎
- 郭钦——昌平都督
- 魏志德——东平侯
- 魏良栋——东安侯
- 魏鹏翼——安平伯
- 魏抚民——尚宝司卿
- 魏希孔——锦衣卫都督
- 魏希舜——锦衣卫都督同知
- 魏希尧——锦衣卫都督同知
- 魏希孟——锦衣卫都督
- 魏鹏程——锦衣卫都督
- 傅应星——锦衣卫都督
- 杨六奇——锦衣卫都督
- 杨文昌——锦衣卫指挥
- 杨胤昌——锦衣卫指挥
- 杨祚昌——锦衣卫指挥
- 客光先——锦衣卫都督同知
- 冯继先——锦衣卫千户
- 傅之琮——锦衣卫都指挥使
- 董芳名——锦衣卫都督佥事
- 崔镗——锦衣卫指挥佥事

- 太监：李永贞、李朝钦、刘若愚、徐应元、刘应坤、王朝辅、涂文辅、孙进、王国泰、石元雅、司元礼、高钦、王朝用、葛九思、赵秉彝、陶文、纪用、李应江、胡明佐、李实、李希哲、胡良辅、崔文昇、李明道、刘敬、徐进、冯玉、杨朝、孟镇宝、刘镇、王体乾、梁栋、张守成、商成德、林焯軒